# Givrezac
Givrezac est une commune du Sud-Ouest de la France, située dans le département de la Charente-Maritime (région Nouvelle-Aquitaine).
Ses habitants sont appelés les Givrezacais et les Givrezacaises.

## Géographie

### Localisation et accès
La petite commune de Givrezac se situe dans le canton de Pons depuis mars 2015 (dans le canton de Saint-Genis-de-Saintonge avant cette date).

### Communes limitrophes
|  | Tanzac        |                           |
|  | Givrezac      | Saint-Quantin-de-Rançanne |
|  | Champagnolles |                           |

## Urbanisme

### Typologie
Au 1er janvier 2024, Givrezac est catégorisée commune rurale à habitat dispersé, selon la nouvelle grille communale de densité à 7 niveaux définie par l'Insee en 2022.
Elle est située hors unité urbaine et hors attraction des villes,.

### Occupation des sols
L'occupation des sols de la commune, telle qu'elle ressort de la base de données européenne d’occupation biophysique des sols Corine Land Cover (CLC), est marquée par l'importance des territoires agricoles (90,3 % en 2018), une proportion identique à celle de 1990 (90,3 %). La répartition détaillée en 2018 est la suivante : 
terres arables (49,7 %), cultures permanentes (24,7 %), zones agricoles hétérogènes (16 %), forêts (9,7 %). L'évolution de l’occupation des sols de la commune et de ses infrastructures peut être observée sur les différentes représentations cartographiques du territoire : la carte de Cassini (XVIIIe siècle), la carte d'état-major (1820-1866) et les cartes ou photos aériennes de l'IGN pour la période actuelle (1950 à aujourd'hui).

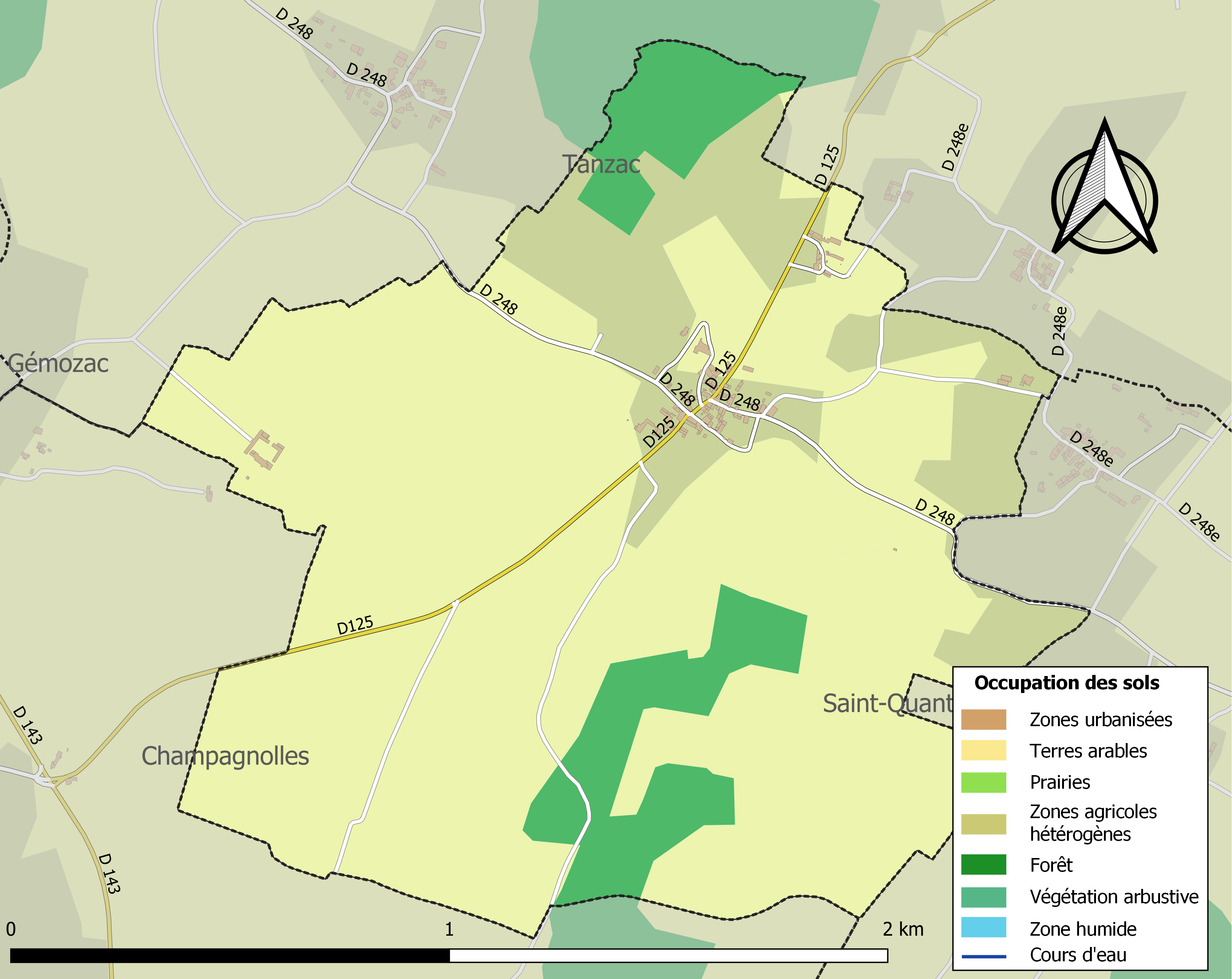
Carte des infrastructures et de l'occupation des sols de la commune en 2018 (CLC).

### Risques majeurs
Le territoire de la commune de Givrezac est vulnérable à différents aléas naturels : météorologiques (tempête, orage, neige, grand froid, canicule ou sécheresse), mouvements de terrains et séisme (sismicité faible). Il est également exposé à un risque technologique,  le transport de matières dangereuses. Un site publié par le BRGM permet d'évaluer simplement et rapidement les risques d'un bien localisé soit par son adresse soit par le numéro de sa parcelle.

#### Risques naturels

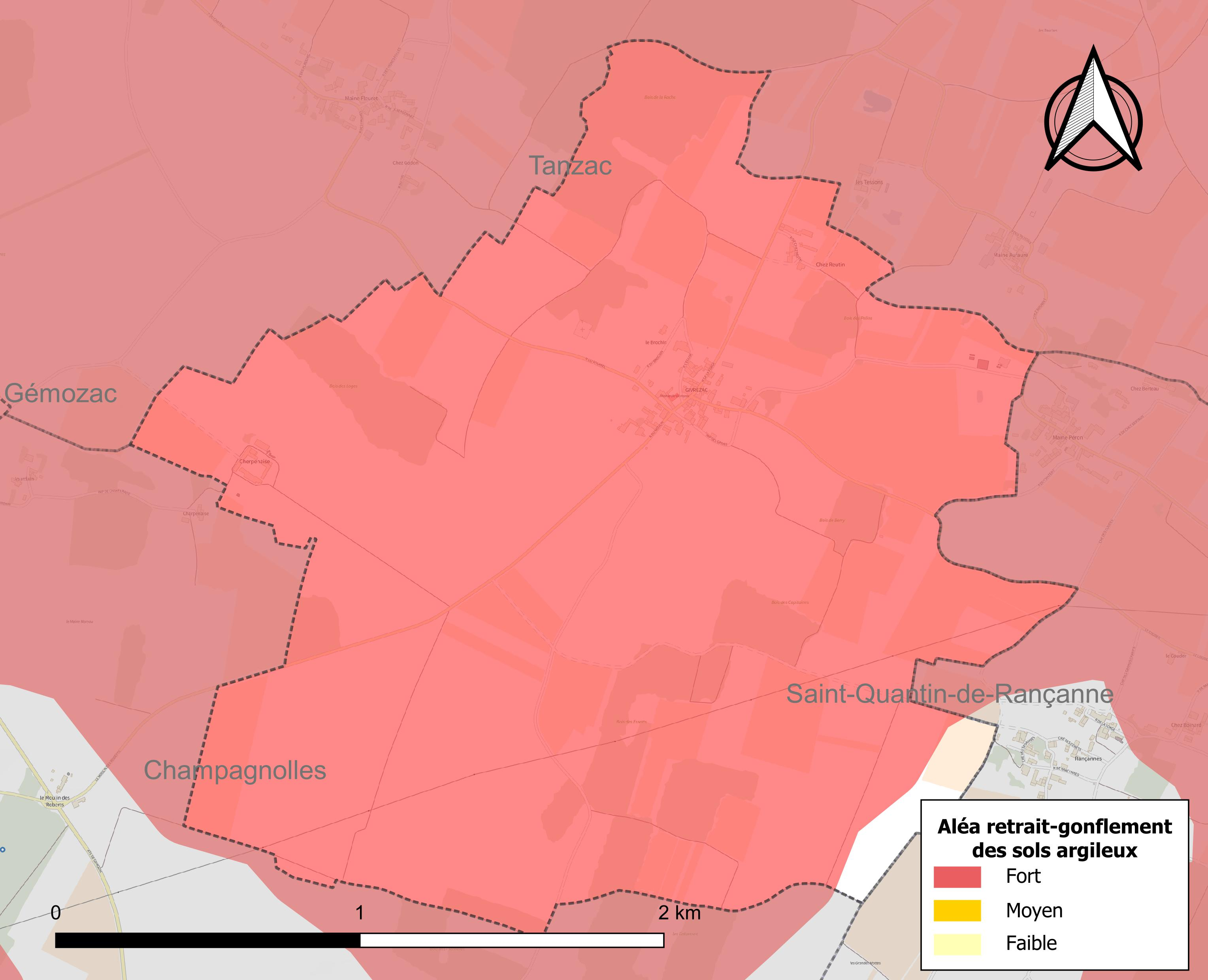
Carte des zones d'aléa retrait-gonflement des sols argileux de Givrezac.

Les mouvements de terrains susceptibles de se produire sur la commune sont des tassements différentiels.
Le retrait-gonflement des sols argileux est susceptible d'engendrer des dommages importants aux bâtiments en cas d’alternance de périodes de sécheresse et de pluie. 98,1 % de la superficie communale est en aléa moyen ou fort (54,2 % au niveau départemental et 48,5 % au niveau national). Sur les 39 bâtiments dénombrés sur la commune en 2019,  39 sont en aléa moyen ou fort, soit 100 %, à comparer aux 57 % au niveau départemental et 54 % au niveau national. Une cartographie de l'exposition du territoire national au retrait gonflement des sols argileux est disponible sur le site du BRGM,.
Par ailleurs, afin de mieux appréhender le risque d’affaissement de terrain, l'inventaire national des cavités souterraines permet de localiser celles situées sur la commune.
La commune a été reconnue en état de catastrophe naturelle au titre des dommages causés par les inondations et coulées de boue survenues en 1982, 1999 et 2010. Concernant les mouvements de terrains, la commune a été reconnue en état de catastrophe naturelle au titre des dommages causés par des mouvements de terrain en 1999 et 2010.

#### Risques technologiques
Le risque de transport de matières dangereuses sur la commune est lié à sa traversée par une ou des infrastructures routières ou ferroviaires importantes ou la présence d'une canalisation de transport d'hydrocarbures. Un accident se produisant sur de telles infrastructures est susceptible d’avoir des effets graves sur les biens, les personnes ou l'environnement, selon la nature du matériau transporté. Des dispositions d’urbanisme peuvent être préconisées en conséquence.

## Toponymie
Le toponyme est issu du nom de propriétaire gallo-romain Caprutius, suvi du suffixe -acum.

## Histoire
Vers le milieu du XVe siècle, la seigneurie de Jonzac est la possession de Geoffroy Gombaud en la châtellenie de Cozes. Ce dernier est issu par filiation d'une des plus anciennes familles de Saintonge. Dans la seconde moitié du XVe siècle apparaît le nom d'Izabeau de Maugésir. Ce dernier attribue une rente de 15 sols tournois à l'Hôpital Neuf de Pons, puis une de 10 sols tournois aux frères prescheurs de Pons. En 1522, Marguerite Gombaud vend ses fiefs, terres et seigneurie de Givrezac à Guillaume de Balode. La famille de Gombaud s'éteint au XVIIe siècle. Givrezac est l'une des plus petites communes de Saintonge.

## Administration

### Liste des maires

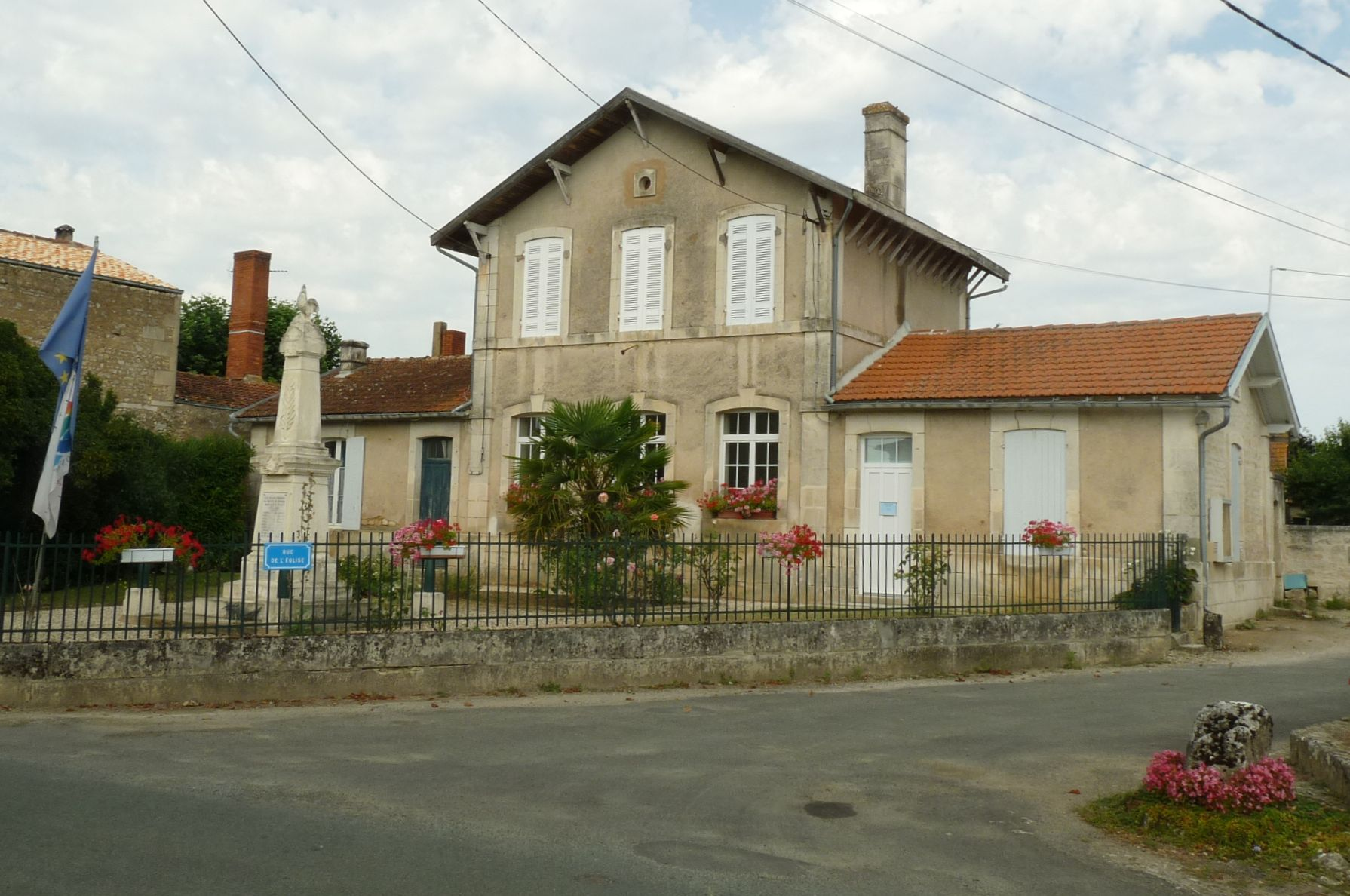
La mairie de Givrezac.

| Période                                  | Période  | Identité         | Étiquette | Qualité              |
| ---------------------------------------- | -------- | ---------------- | --------- | -------------------- |
| 2001                                     | En cours | Claude Boisselet | DVD       | Agriculteur retraité |
| Les données manquantes sont à compléter. |          |                  |           |                      |

### Région
À la suite de la mise en application de la réforme administrative de 2014 ramenant le nombre de régions de France métropolitaine de 22 à 13, la commune appartient depuis le 1er janvier 2016 à la région Nouvelle-Aquitaine, dont la capitale est Bordeaux. De 1972 au 31 décembre 2015, elle a appartenu à la région Poitou-Charentes, dont le chef-lieu était Poitiers.

## Population et société

### Démographie

#### Évolution démographique
L'évolution du nombre d'habitants est connue à travers les recensements de la population effectués dans la commune depuis 1793. Pour les communes de moins de 10 000 habitants, une enquête de recensement portant sur toute la population est réalisée tous les cinq ans, les populations de référence des années intermédiaires étant quant à elles estimées par interpolation ou extrapolation. Pour la commune, le premier recensement exhaustif entrant dans le cadre du nouveau dispositif a été réalisé en 2004.

En 2022, la commune comptait 77 habitants, en évolution de +13,24 % par rapport à 2016 (Charente-Maritime : +4,04 %, France hors Mayotte : +2,11 %).
| 1793 | 1800 | 1806 | 1821 | 1831 | 1836 | 1841 | 1846 | 1851 |
| ---- | ---- | ---- | ---- | ---- | ---- | ---- | ---- | ---- |
| 191  | 151  | 139  | 145  | 165  | 155  | 150  | 413  | 145  |

| 1856 | 1861 | 1866 | 1872 | 1876 | 1881 | 1886 | 1891 | 1896 |
| ---- | ---- | ---- | ---- | ---- | ---- | ---- | ---- | ---- |
| 155  | 145  | 135  | 135  | 138  | 151  | 129  | 127  | 130  |

| 1901 | 1906 | 1911 | 1921 | 1926 | 1931 | 1936 | 1946 | 1954 |
| ---- | ---- | ---- | ---- | ---- | ---- | ---- | ---- | ---- |
| 119  | 124  | 118  | 84   | 78   | 87   | 88   | 80   | 98   |

| 1962 | 1968 | 1975 | 1982 | 1990 | 1999 | 2004 | 2006 | 2009 |
| ---- | ---- | ---- | ---- | ---- | ---- | ---- | ---- | ---- |
| 97   | 88   | 79   | 77   | 59   | 63   | 59   | 57   | 76   |

| 2014 | 2019 | 2022 | - | - | - | - | - | - |
| ---- | ---- | ---- | - | - | - | - | - | - |
| 70   | 70   | 77   | - | - | - | - | - | - |

## Lieux et monuments

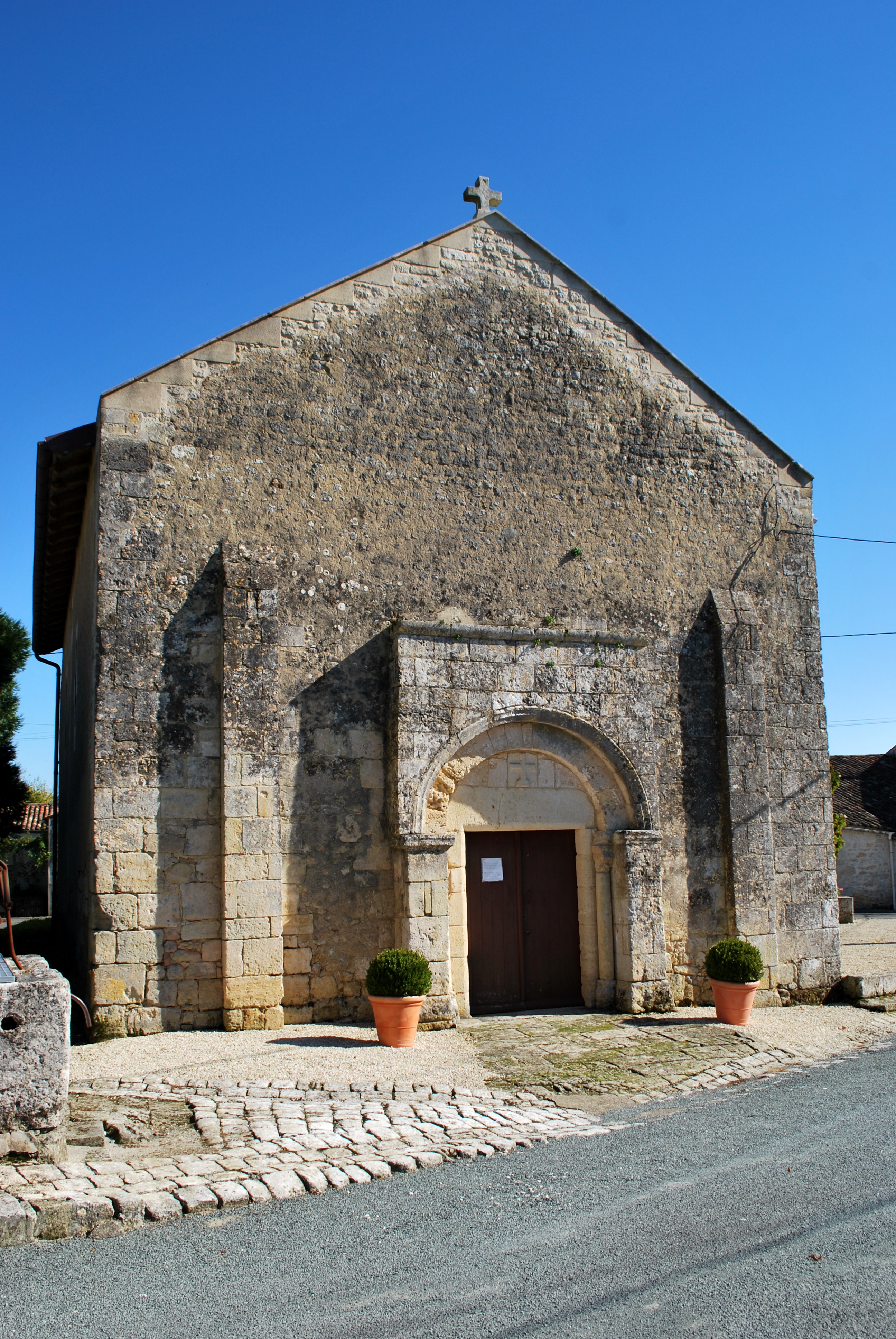
Église Saint-Blaise.

L'église Saint-Blaise de Givrezac : classée Monument Historique depuis 1910.

### Logis de Chepenaise
Dès 1654, Adam Moré sieur de la Thibauderie, marchand de la ville de Pons et son épouse Anne Dumorisson possèdent cette propriété, à l'origine une simple métairie. Le couple eut sept enfants dont Claude Moré, sieur de Planjoly et de Bordelande, époux en 1665 de Léa Robert, qui transforme Cherpenaise en un logis fort agréable. Ardent calviniste, il fit sculpter en 1694 au-dessus de la porte de son logis les tables de la loi, soit neuf années après la révocation de l’édit de Nantes (ce décalogue en pierre exceptionnel a été déplacé au milieu du XIXe siècle et se trouve actuellement dans le temple protestant de Jarnac). Cette propriété se transmit ensuite par héritage à Pierre Moré, sieur de Cherpenaise époux en 1705 de Marguerite Faure, puis à son fils aîné autre Pierre Moré sieur de Cherpenaise bourgeois, époux vers 1730 d'Anne Serizier. Peu avant sa mort en 1755, il demande expressément dans son testament à son épouse d'être inhumé en sa propriété avec ses aïeux. Il lègue alors Cherpenaise à sa fille aînée Anne Moré, épouse en 1756 de Marc Antoine Martin Descombes capitaine de navire et bourgeois d'Arvert. Ce bien passe ensuite à leur fille Marianne Martin Descombes, épouse en 1784 de Gédéon Louis Godet négociant à Marennes, puis à Henri Gédéon Godet propriétaire, époux en 1819 de Marie Charlotte Gabiou d’Arvert et enfin Jacques Henri Godet docteur en médecine, époux en 1870 de Nelly Sophie Dusser. Ils meurent tous deux à Cherpenaise respectivement le 22 juin 1896 et le 13 mars 1888. La propriété resta donc au sein de la même famille calviniste durant au moins 250 ans.
L'accès à la propriété se fait par un porche charentais à portes cochère et piétonne. Les dépendances du logis sont construites autour d'une grande cour carrée. La fuie, ou pigeonnier, du logis de Cherpenaise est construite sur quatre arcades en plein cintre avec fenêtres à frontons semi-arrondis. La toiture à quatre pans est recouverte de tuiles plates.